# 로헬리오 마르셀로
로헬리오 마르셀로 가르시아(스페인어: Rogelio Marcelo García, 1965년 6월 11일~)는 쿠바의 권투 선수로 1992년 하계 올림픽 라이트플라이급에서 금메달을 획득했다.